# Ljubov' v každom mgnovenii
Ljubov' v každom mgnovenii (in russo Любовь в каждом мгновении?; conosciuto anche con il titolo tradotto Love in Every Moment) è un singolo delle cantanti russe Julia Volkova e Lena Katina (che insieme formavano le t.A.T.u.) insieme al rapper russo Ligalize, pubblicato il 7 aprile 2014.

## Antefatti
Nel 2009 le t.A.T.u. decisero di stoppare il progetto musicale per intraprendere le carriere soliste, sciogliendosi ufficialmente nel 2011. Dal dicembre 2012 al febbraio 2014 le due cantanti ritornarono a esibirsi insieme sporadicamente dopo tre anni di separazione. La notizia di una reunion stabile circolava in Internet da diversi mesi e poco dopo l'esibizione del duo alla cerimonia di apertura delle Olimpiadi invernali di Soči 2014, le t.A.T.u. annunciarono l'uscita del brano come loro nuovo singolo. Successivamente, però, si rivelerà essere soltanto una collaborazione tra le due artiste soliste.

## Descrizione
Il singolo ha visto la partecipazione del produttore e musicista canadese Mike Tompkins. La canzone fa da colonna sonora al cortometraggio Together Apart (in russo Близко, но далеко?), presentato fuori competizione al Festival di Cannes 2014.
La première del brano è avvenuta il 14 febbraio 2014 durante l'evento musicale Big Love Show di Mosca, mentre il debutto in radio è avvenuto il 23 febbraio seguente. A causa dei successivi dissidi tra le due cantanti, avvenuti pochi giorni dopo la presentazione della canzone, l'esibizione al Big Love Show è stata l'unica occasione in un cui il brano è stato eseguito dal vivo da entrambe le artiste.

### Contrasti tra le cantanti
Il singolo, già prima del debutto ufficiale, viene scarsamente promosso a causa di una lite tra Lena Katina e Julia Volkova, che porta alla decisione di stroncare sul nascere il progetto che vedeva nuovamente unite le t.A.T.u.. Nonostante i contrasti tra le due e la decisione di Katina di non voler più lavorare al fianco della ex partner, il video musicale del brano viene girato come da contratto, con l'accordo, tuttavia, che le due artiste siano impegnate a registrare le scene della clip separatamente.
Una più approfondita analisi sulla lite tra le ex componenti del duo viene descritta all'interno del documentario Muzyka bez grima (in russo Музыка без грима?; anche conosciuto con il titolo tradotto Music without makeup), a cura di Elena Kiper, autrice di alcuni brani delle t.A.T.u.. Il servizio in questione ripercorre una serie di eventi, a partire dalla prima reunion del duo a The Voice Romania nel 2012, dove le tensioni tra le due artiste erano già evidenti. Nella parte finale del documentario, durante un'intervista nel backstage del videoclip, Katina afferma che avrebbe preferito che la collaborazione non fosse mai avvenuta. Il documentario è stato pubblicato nel 2015.

## Video musicale
Il videoclip, diretto da Elena Kiper e girato a Cracovia durante l'ultima settimana di febbraio 2014, è stato pubblicato il 7 aprile sul canale YouTube russo della Cornetto.
Nel video (che è tratto dal progetto A Sight of Cupido – in russo Прицел Купидона? – che comprende una serie di cortometraggi sull'amore) Lena, Julia e Ligalize sono cupidi che uniscono i cuori degli amanti lontani. Si alternano le scene del corto Together Apart a quelle dei primi piani delle ragazze che cantano.
Esiste inoltre una versione alternativa del video, trasmessa in tv, con un finale diverso: le ultime immagini del video mostrano le due ragazze (Lena sostituita da una controfigura) spintonarsi a vicenda, arrivando a trovarsi l'una di spalle all'altra. A rissa placata, Julia si volta per abbracciare Lena, che ha il viso nascosto dai capelli; tuttavia, una volta visibile, si noterà il volto di Julia al posto di quello di Lena. La scena può essere semplicemente intesa come la rappresentazione artistica dei recenti conflitti avvenuti tra le cantanti, dovendo adesso Julia interpretare anche Lena, poiché rimasta sola nel progetto.

## Tracce
Download digitale
1. Ljubov' v každom mgnovenii (feat. Mike Tompkins) – 3:23 (J. Anderson, J. Björklund)

Remixes EP
1. Ljubov' v každom mgnovenii (feat. Mike Tompkins) – 3:23
2. Ljubov' v každom mgnovenii (feat. Mike Tompkins) (DJ Noiz Remix) – 3:30
3. Ljubov' v každom mgnovenii (feat. Mike Tompkins) (Maxim Andreev Mix) – 3:37
4. Ljubov' v každom mgnovenii (feat. Mike Tompkins) (Aleksander Fresh & Al l Bo Remix) – 4:29
5. Ljubov' v každom mgnovenii (feat. Mike Tompkins) (DJ Noiz Chill Mix) – 3:04
6. Ljubov' v každom mgnovenii (feat. Mike Tompkins) (Pyrroglaux Remix) – 4:52
7. Ljubov' v každom mgnovenii (feat. Mike Tompkins) (The Mankeys Trap Remix) – 4:29

## Riconoscimenti
- Premija RU.TV
  - 2014 – Candidatura al Ritorno dell'anno[14]

## Curiosità
- Una controfigura ha sostituito Lena Katina nelle scene del video in cui le t.A.T.u. compaiono insieme.
- In principio la canzone era nata come collaborazione tra Ligalize e la sola Julia Volkova. Fu poi proposta alle t.A.T.u. per il rilancio del duo.
- Il brano prevedeva anche una versione inglese (dal titolo Love In Every Moment). Seppur annunciata, la versione in inglese non è mai stata registrata in studio a causa dei conflitti tra le due artiste. Tuttavia, il titolo ha sostituito quello originale in russo nel resto del mondo.
- Esistono tre versioni diverse della canzone: la versione demo eseguita dal vivo al Big Love Show, la versione radiofonica uscita il 23 febbraio 2014 e la versione ufficiale pubblicata sulle piattaforme musicali.[15]
- All'uscita del singolo, diversamente da ciò che era stato affermato in precedenza, le t.A.T.u. non vengono menzionate tra gli interpreti. Il nome del duo verrà sostituito con "Julia Volkova & Lena Katina".
- Il videoclip originale del brano caricato il 7 aprile 2014 sul canale YouTube della Cornetto è stato oscurato dai proprietari qualche anno dopo la sua pubblicazione e oggi non è più possibile riprodurlo. Gli unici video reperibili in rete sono stati caricati successivamente da fonti non ufficiali.
- Il brano è stato eseguito dalle due cantanti solo durante l'evento Big Love Show, il 14 febbraio 2014, prima di interrompere i rapporti. Verrà cantato per la seconda volta soltanto undici anni dopo, in occasione di una reunion del duo il 19 luglio 2025.